# Rolls-Royce Wraith (2013)
O Rolls-Royce Wraith é um carro de ultraluxo/grã-turismo fabricado pela Rolls-Royce Motor Cars e baseado no chassi do sedã Rolls-Royce Ghost, que também é compartilhado com o conversível Rolls-Royce Dawn. O Wraith compartilha seu nome com o modelo de 1938 da Rolls-Royce original.
O estilo da carroceria é um cupê de duas portas sem pilares, com portas suicidas, onde todas as janelas laterais podem ser abaixadas como em um conversível. Esse estilo de carroceria foi popular em carros americanos durante as décadas de 1950 e 1960 e era conhecido como estilo de carroceria hardtop, não utilizado pela Rolls-Royce desde 1955.

## Visão geral
O Rolls-Royce Wraith foi construído para substituir o modelo anterior de carro de duas portas, o Rolls-Royce Phantom Coupé, produzido com base no Rolls-Royce Ghost, diferentemente do modelo anterior, que era baseado no Rolls-Royce Phantom VII, o carro-chefe da Rolls-Royce Motor até a chegada do Phantom VIII. É o carro mais rápido fabricado pela Rolls-Royce Motor Cars.